# Douai
Douai (en idioma francés,  Dowaai en neerlandés) es una ciudad y comuna francesa situada en el departamento de Norte en la región de Alta Francia, capital de la comarca del douaisis.
Douai, que tuvo su origen en el asentamiento romano de Castellum Duacum o Duacum, se desarrolló como importante universidad católica y rico centro textil de Flandes durante el dominio de los Habsburgo españoles del siglo XVI al XVII. Tras incorporarse a la corona de Francia, en el siglo XIX creció impulsada por la revolución industrial y tras la Segunda Guerra Mundial, como centro de la industria minera del norte de Francia. La crisis económica del sector y la reconversión industrial de los años 1980 causó una pérdida de la población hasta la recuperación a finales de los años 1990 tras la orientación económica de la ciudad hacia el sector de la automoción.
El Beffroi de Douai, un edificio ricamente ornamentado del siglo XVI, forma parte del conjunto de beffrois, una suerte de torres cívicas, de los campanarios municipales de Bélgica y Francia declarados Patrimonio de la Humanidad por la Unesco. Asimismo el desfile procesional de los gigantes Gayant, manifestación del folclore de Flandes, está catalogado como una de las Obras Maestras del Patrimonio Oral e Intangible de la Humanidad.

## Geografía física y humana
Douai se sitúa a orillas del río Scarpe, afluente del Escaut, a 40 km al sur de Lille, entre Arrás, Cambrai y Valenciennes, siendo la ciudad más meridional del país de Flandes en su linde con la región de Artois.

## Historia
La mención historiográfica más antigua que se conserva sobre la ciudad remonta al año 930 cuando Castellum Duacum es citada como propiedad de los condes de Flandes. Estudios arqueológicos realizados en el centro histórico de la ciudad han permitido localizar restos de un oppidum (fortaleza galorromana) fundado sobre la reunión de dos asentamientos a orillas del Scarpe, hacia el siglo IV.
Se debe al conde Arnulfo I de Flandes la construcción del primer lugar de culto de la Collégiale Saint-Amé en el 950.
Tras la conquista de Inglaterra por los normandos de Guillermo el Conquistador en el siglo XII, la localidad inglesa de Bridgwater se convirtió en propiedad del príncipe Walter, Gautier, o Walscin de Douai.
Hacia el 1188, la villa recibió su primera carta constitucional, siendo desde entonces dirigida por un consejo de magistrados o échevins hasta la Revolución francesa en 1789. 
En 1369 la villa, que había sido objeto de disputas entre los reyes de Francia y los condes de Flandes, pasó a ser posesión flamenca de los duques de Borgoña, siendo en el siglo XVI incorporada por Carlos V a las posesiones continentales de la corona de los Habsburgo. En 1559, se crea por orden de Felipe II de España la universidad de Douai con la vocación de convertirse en centro de Contrarreforma a la Reforma Protestante y de propagación del catolicismo. Tres años después se funda el Colegio Inglés. Un ejemplar de la Biblia de Douai redactada en inglés en la universidad, sería utilizada siglos más tarde durante la ceremonia de investidura de la presidencia de los Estados Unidos para el juramento de John F. Kennedy. Durante el periodo de los Habsburgo, Douai se convirtió en uno de los centros económicos de Flandes reputados por su industria textil de transformación de lana.
Durante la guerra de Devolución entre la Corona española y la francesa de Luis XIV de Francia, el ejército francés invadió los Países Bajos Españoles sitiando la ciudad a partir del 30 de junio de 1667 y tomándola el 4 de julio. El tratado de Aquisgrán que puso fin a las hostilidades en 1668, certificó la anexión de la villa a Francia a cambio de la devolución a los españoles del Franco Condado y la incorporación desde entonces de Douai a Francia. Salvo del 26 de junio de 1710 al 8 de septiembre de 1712, ocupada por la Alianza de La Haya, durante la guerra de sucesión española y los periodos de ocupación alemana durante las guerras mundiales del siglo XX.  
En 1716, el Parlamento de Flandes con atribuciones predominantemente judiciales, fue instalado en Douai y desde 1718 se emprendió un programa de urbanización y armonización de los edificios de la villa para adaptarlos al gusto francés. La revolución de 1789 supuso la supresión del parlamento y de la universidad, aunque conllevó la instalación de la prefectura del nuevo departamento de Norte, que más tarde se desplazaría a Lille.   En 1802, durante el  Consulado es creado el liceo de Douai, convertido más adelante en el liceo Albert-Châtelet, uno de los siete establecimientos de enseñanza llamados de primera generación junto con los de Burdeos, Marsella, Lyon, Moulins, Bruselas y Maguncia.

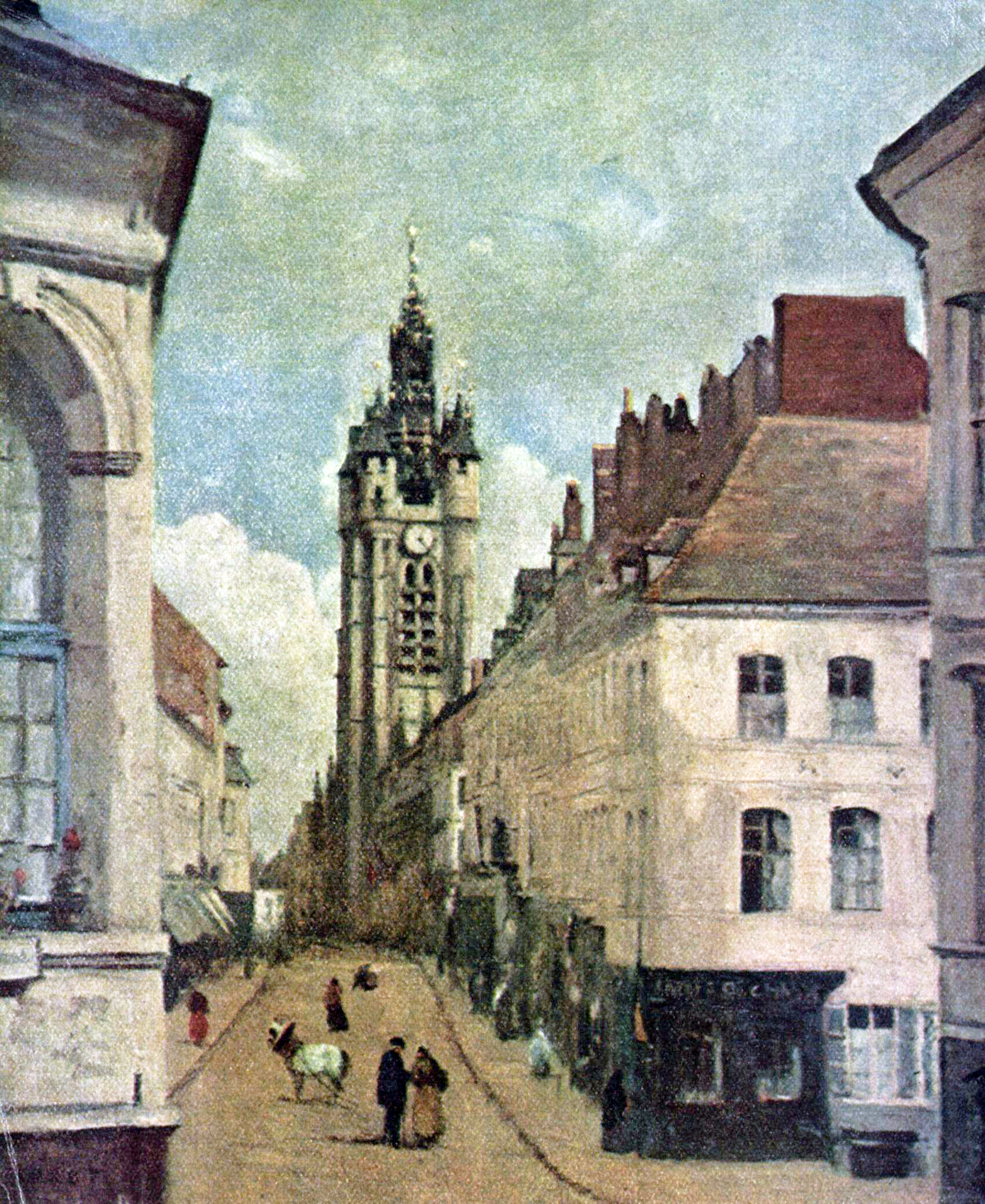
Beffroi o Torre del reloj de Douai, obra de Jean-Baptiste Camille Corot, 1871.

Durante el siglo XIX, la ciudad se desarrolló con el impulso de la revolución industrial como centro de comunicaciones, siendo una de las estaciones más importantes de la línea de ferrocarril París-Lille inaugurada en 1846 y convirtiéndose, tras la apertura del canal del Scarpe en 1895, en el segundo nudo fluvial francés tras el de Conflans-Sainte-Honorine. 
Durante las guerras mundiales, Douai sufrió serios daños, en especial en mayo de 1940 cuando un bombardeo arrasó completamente el barrio de la estación.

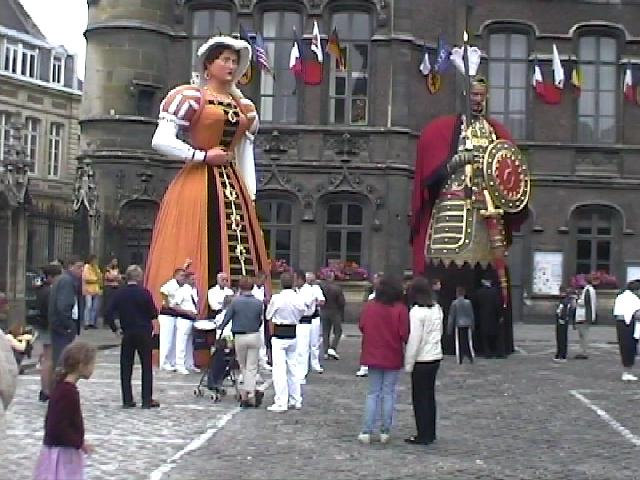
Desfile de los gigantes Gayant, símbolos de la ciudad declarados Patrimonio de la Humanidad por la Unesco

Tras la Segunda Guerra Mundial, Douai centró su desarrollo en torno a la industria de la minería de carbón, siendo la sede de la compañía nacional de las Houillères du bassin de Nord-Pas-de-Calais hasta que la crisis económica llevó a la reconversión y el cierre durante los años 1980, provocando que la población decreciera desde los casi 50 000 habitantes de 1975 a poco más de 42 000 del censo de 1990.

## Demografía
| 17 855 | 18 230 | 18 461 | 18 854 | 23 203 | 19 173 | 20 483 | 20 528 | 22 819 | 24 486 | 24 105 | 23 841 | 26 999 | 29 172 | 30 030 | 29 909 | 31 397 | 33 649 | 33 247 | 36 314 | 34 131 | 38 627 | 41 598 | 42 021 | 37 258 | 43 380 | 47 639 | 49 187 | 45 239 | 42 576 | 42 175 | 42 796 | 42 621 |
| Para los censos de 1962 a 1999 la población legal corresponde a la población sin duplicidades (Fuente: INSEE [Consultar]) |        |        |        |        |        |        |        |        |        |        |        |        |        |        |        |        |        |        |        |        |        |        |        |        |        |        |        |        |        |        |        |        |

## Localidades hermanadas
- Harrow (Inglaterra)
- Recklinghausen (Alemania)
- Kenosha (Estados Unidos)
- Dédougou (Burkina Faso)
- Puławy (Polonia)
- Seraing (Bélgica)